# Plano de Castello

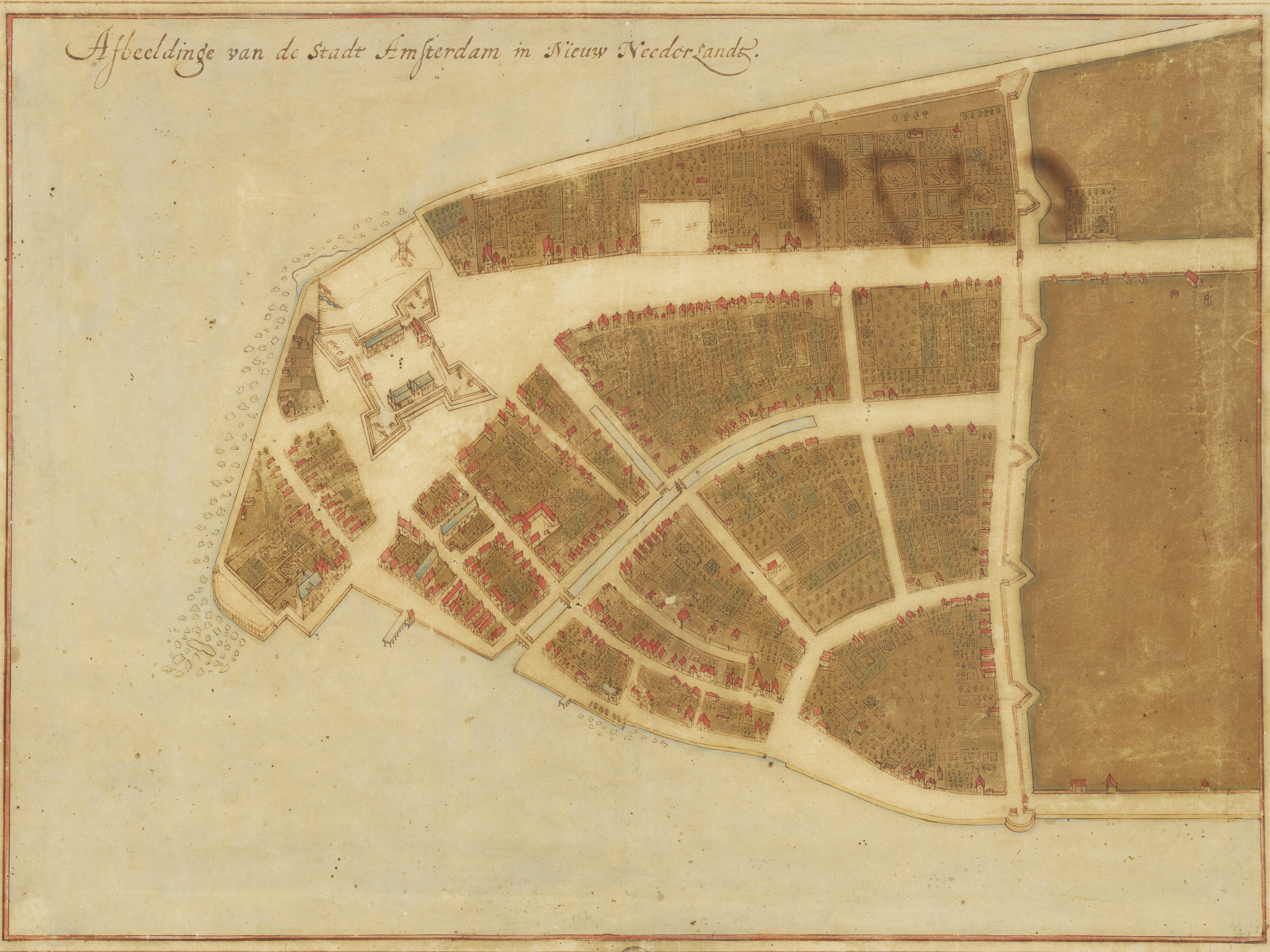
Mapa original, 1660

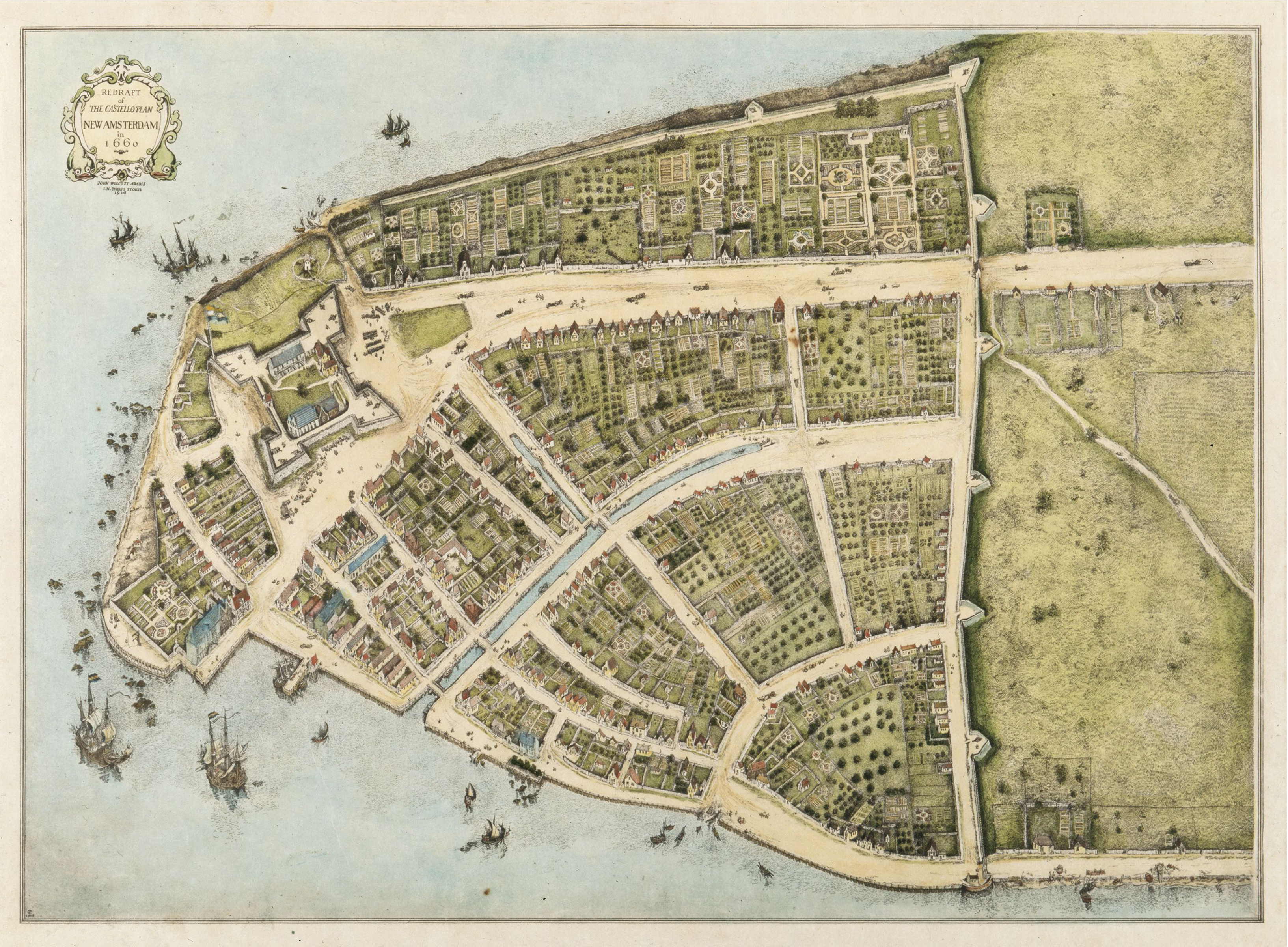
Nueva redacción del Plano de Castello de Nueva Ámsterdam en 1660, elaborado en 1916.

El Plan Castello es un mapa urbano de los principios del Bajo Manhattan (Nueva York), dibujado en 1660 por Jacques Cortelyou, en aquella época inspector de Nueva Ámsterdam.
Alrededor de 1667 el cartógrafo Joan Blaeu copió el plano de Castello junto con otros de la Nueva Ámsterdam y los incorporó a un atlas que vendió a Cosme III de Medici. Estas copias lo más probable es que se hiciesen en Ámsterdam, Países Bajos, pues no se ha podido demostrar que Joan Blaeu viajase nunca a los Nuevos Países Bajos.
El plano llegó a Italia, donde fue encontrado en Villa di Castello, cerca de Florencia, en 1900 e impreso en 1916, recibiendo su nombre.